# Repräsentantenhaus von Indiana
Das Repräsentantenhaus von Indiana (Indiana House of Representatives) ist das Unterhaus der Indiana General Assembly, der Legislative des US-Bundesstaates Indiana.
Die Parlamentskammer setzt sich aus 100 Abgeordneten zusammen, die jeweils einen Wahldistrikt repräsentieren. Die Abgeordneten werden jeweils für zweijährige Amtszeiten gewählt. Jedes Mitglied des Repräsentantenhauses muss Staatsbürger der Vereinigten Staaten sein und mindestens schon zwei Jahre in Indiana gelebt haben. Ferner muss man vor seiner Wahl mindestens ein Jahr in dem Wahlbezirk gewohnt haben und mindestens 21 Jahre bei der Wahl sein. Es existiert keine Beschränkung der Amtszeiten.
Der Sitzungssaal des Repräsentantenhauses befindet sich gemeinsam mit dem Staatssenat im Indiana State Capitol in der Hauptstadt Indianapolis.

## Struktur der Kammer
Vorsitzender des Repräsentantenhauses ist der Speaker of the House. Er wird zunächst von der Mehrheitsfraktion der Kammer gewählt, ehe die Bestätigung durch das gesamte Parlament folgt. Der Speaker ist auch für den Ablauf der Gesetzgebung verantwortlich und überwacht die Abstellungen in die verschiedenen Ausschüsse. Derzeitiger Speaker ist der Republikaner Todd Huston.
Weitere wichtige Amtsinhaber sind der Mehrheitsführer (Majority leader) und der Oppositionsführer (Minority leader), die von den jeweiligen Fraktionen gewählt werden. Majority leader ist der Republikaner Matt Lehman, Minority leader der Demokraten ist Phil GiaQuinta.

## Zusammensetzung nach der Wahl im Jahr 2022
| Partei   | Partei                 | Abgeordnete |
| -------- | ---------------------- | ----------- |
|          | Republikanische Partei | 70          |
|          | Demokratische Partei   | 30          |
| Summe    | Summe                  | 100         |
| Mehrheit | Mehrheit               | 51          |